# Die Bruderhand (Missionswerk)
Das Missionswerk Bruderhand ist ein evangelikales, überkonfessionelles Glaubenswerk mit Sitz in Wienhausen. Es wurde 1960 von Siegfried Lange und Wilhelm Pahls gegründet und ist als eingetragener Verein organisiert.

## Arbeitsweise und Partnerschaft

### Selbstverständnis
Das Missionswerk wird von Spenden getragen und sieht seinen Auftrag in der Evangelisations- und Missionsarbeit in Zusammenarbeit mit Kirchen, Freikirchen, Gemeinschaften und anderen Missionswerken. Dies geschieht durch Evangelisationen, Predigtdienste, Außenmission, Seminare, Schulungen, Freizeiten, seelsorgliche Dienste sowie die Herausgabe und Verbreitung von Literatur, Verteilschriften und CDs.

### Organisation
Das Missionswerk wird vom Evangelisten Siegfried Korzonnek als Missionsleiter und erster Vorsitzender geleitet. Im Jahr 2018 übernahm er die Leitung von Friedhelm Appel. Das Missionswerk zählt etwa 25 haupt- und ehrenamtliche Mitarbeiter, die vorwiegend im deutschsprachigen Raum aktiv sind, und unterstützt zudem Mitarbeiter im Ausland. In den vergangenen Jahrzehnten war das Missionswerk an der Durchführung zahlreicher Großveranstaltungen mit z. T. mehr als siebentausend Besuchern pro Abend beteiligt. Evangelisationen werden in Zusammenarbeit mit örtlichen Gemeinden durchgeführt.

### Medien
Das Missionswerk gibt Traktate in rund 60 Sprachen mit einer jährlichen Auflage von mehr als zwei Millionen Exemplaren heraus. Zwischen 1984 und 2024 wurden ca. 56 Millionen Verteilschriften gedruckt und verbreitet. Zu den herausgegebenen Traktaten gehören Schriften des Informatikers Werner Gitt. Der evangelistische Zweig des Missionswerks wird ergänzt durch die Verbreitung von Vorträgen auf CDs, Bibelkursen sowie die Freizeit- und Schulungsarbeit im Seminarzentrum „Oase“ in Wienhausen. 
Zudem betreibt das Missionswerk den YouTube-Kanal „Bruderhand-Medien“, der unter dem Motto „Botschaften fürs Leben“ steht. Der Kanal veröffentlicht Videos zu biblischen Themen, zu Jesus Christus, dem Glauben an Gott und Fragen nach dem Sinn des Lebens. Mit rund 52.200 Abonnenten und etwa 10 Millionen Aufrufen (Stand: April 2025) stellt er eine bedeutende digitale Erweiterung der evangelistischen Arbeit dar.
Informationen aus dem Missionswerk werden im Mitteilungsblatt „Echo“ veröffentlicht, das zweimonatlich mit einer Auflage von rund 20.000 Exemplaren erscheint.

### Mitgliedschaften
Der Verein ist Mitglied in der Arbeitsgemeinschaft Evangelikaler Missionen (AEM) mit Sitz in Korntal-Münchingen, einem Zusammenschluss evangelikaler Missionsgesellschaften und Ausbildungsstätten aus dem Bereich der evangelischen Landeskirchen, Landeskirchlichen Gemeinschaften und Freikirchen.